# Zoneturnering
En zoneturnering er en del af verdensskakforbundet FIDEs kvalifikationssystem til VM.

## Fra 1948 til 1996
I forbindelse med reorganiseren af FIDE efter 2. verdenskrig blev forbundet inddelt i zoner, hvor f.eks. Danmark blev en del af den centraleuropæiske zone, mens store skaklande som Sovjetunionen havde deres egen zone. Ideen var, at medlemslandenes nationale mesterskaber til enhver tid kunne kvalificere til deltagelse i en zoneturnering – i de store lande gjaldt mesterskabet oftest som zoneturnering. Antallet af spillere, der kvalificerede sig videre fra hver zone til en interzoneturnering, blev afgjort ud fra spillestyrken hos de stærkeste spillere i den pågældende zone. Hvis man kvalificerede sig videre til kandidatturneringen var man mindst sikret en deltagelse i den efterfølgende VM-cyklus' interzoneturnering og slap dermed for at begynde forfra i zoneturneringen.
Antallet af zoner i FIDE blev udvidet, efterhånden som der kom flere medlemslande. 

## Fra 1996 og frem
Da interzoneturneringerne blev afskaffet i 1996 i forbindelse med, at FIDE ændrede verdensmesterskabet til en knockoutturnering kom zoneturneringerne til at fungere som kvalifikation direkte til verdensmesterskabet.
Siden har FIDE indført fire kontinentalmesterskaber (Europa, Nord- og Sydamerika, Asien og Oceanien samt Afrika), hvor de enkelte kontinenter kan vælge at afvikle zoneturneringer som kvalifikation. Kontinentalmesterskaberne fungerer i den igangværende VM-cyklus (2007-2009) som kvalifikation til 89 pladser ud af 128 i World Cup. Resten uddeles til de øverst placerede ved den forudgående World Cup, kvindeverdensmesteren, juniorverdensmesteren, top 20 på FIDEs rangliste samt fem pladser, der uddeles af FIDEs præsident, og fire, der uddeles af arrangørerne af World Cup.